# Henry Edward Schunck
Henry Edward Schunck (Mánchester, 16 de agosto de 1820 - Kersal, 13 de enero de 1903) fue un químico inglés, uno de los pocos que dedicó toda su carrera a la investigación química de productos naturales, en especial de colorantes.

## Biografía
Henry Edward Schunck nació en Mánchester en 1820, descendiente de alemanes por ambas ramas y el segundo hijo de un comerciante de ricos tejidos. Los miembros de la familia Schunck eran burgueses prósperos de los Países Bajos que habían emigrado a la ciudad alemana de Hanau no mucho antes de 1600, como consecuencia de las guerras españolas, y en la que se establecieron y se multiplicaron, sobre todo ganándose la vida en puestos administrativos menores, tan abundantes en los pequeños estados alemanes. Edward se casó con Judith H. Brooke en 1851 y tuvieron cuatro hijos.
Comenzó sus estudios de química en Mánchester con William Henry, famoso por la ley de Henry de la solubilidad del gas. Luego Schunck fue enviado a continuar sus estudios químicos a Berlín, donde estudió con Heinrich Rose (1795-1864), que había descubierto el niobio. Ambos analizaron minerales y otras sustancias inorgánicas y estudiaron la química del titanio, fósforo, arsénico, antimonio, azufre, selenio y telurio. Schunck también estudió en Berlín bajo Heinrich Gustav Magnus (1802-1870), que publicó más de ochenta trabajos sobre temas muy diversos en química y física. Después de estudiar en Berlín, recibió su doctorado bajo la tutela de del alemán Justus Liebig, de la Universidad de Giessen. Sus estudios universitarios con Liebig incluyeron la investigación de las propiedades colorantes de las plantas de aloe.
Durante algunos años fue presidente de la Asociación Literaria de Mánchester y la Sociedad Filosófica. También perteneció a la Royal Society y a la Sociedad de la Industria Química.
Murió en Kersal el 13 de enero de 1903.

## Trayectoria científica
Fue un alumno de Liebig. Trabajaba en su propio laboratorio en Mánchester, publicando muchos documentos importantes sobre productos naturales, principalmente tintes vegetales. Se convirtió en miembro de la Royal Society en 1850. Su primer trabajo fue sobre la acción del ácido nítrico sobre los aloes. Examinó el ácido crisámmico descubierto por Braconnot e investigado por Liebig.

### Rubia tinctorum
Schunck comenzó su extensas investigaciones sobre las materias colorantes estudiando la Rubia tinctorum en 1846. Analizó la alizarina varias veces, la cual se extraía de la rubia y también sus derivados metálicos, con lo cual encontró la fórmula C7 H5O2 , pero sus análisis realmente estaban de acuerdo con la fórmula C7H4O2 ó C14H8O4.
Por la oxidación de la alizarina con ácido nítrico diluido obtuvo lo que llamóo ácido alizárico, Charles Frédéric Gerhardt lo nombró ácido ftálico. J Wolff y A Strecker, consideraron la alizarina como un derivado del naftaleno y le dieron la fórmula C10H6O3. Esto generalmente se aprobó, aunque Schunck señaló que no fueron explicadas las reacciones y su fórmula fue adoptada por Johann Friedrich Gmelin.
Schunck también aisló el glucósido predicho por Zenneck, encontrando que la raíz de la rubia contenía un fermento que descomponía al glucósido en alizarina y azúcar. Llamó a la sustancia primaria “rubian”; Rochleder lo llamó ácido ruberitrico. Schunck propuso la fórmula C28H34O15 y Gerhardt asumió C26H16O8, pero la fórmula correcta es C25H26O13, correspondiente a la hidrólisis en la alizarina de glucosa y Xilosa.
C25H26O13 + 2H2O = C14H8O4 + C6H12O6 + C5H10O5.
Schunck preparó otros colorantes como rubiretin, verantin, rubiafin, rubiagin y rubiadipin a partir de la raíz de la rubia.

### Azul índigo
Schunck investigó la formación del azul índigo partiendo de la Isatis tinctoria. Demostró que la planta contenía "indicán", el cual se hidroliza fácilmente a glucosa e indoxyl, y el indoxyl formado por la hidrólisis se oxida a azul índigo. El indicán fue encontrado sólo en la forma de jarabe, pero por análisis de la sal de plomo se encontró su fórmula C26H31NO17; aunque la fórmula correcta era C14H17NO6.
También estudió el índigo en la orina y el tinte púrpura de Tiro, derivado de los mariscos, donde encontró también un derivado del índigo. Schunck decía:

Mis experimentos en la formación del índigo-azul, de lo cual tuve el honor de presentar a esta sociedad desde hace varios años, me llevó a hacer algunas preguntas sobre los procedimientos utilizados en los países tropicales para la producción de añil(índigo) de la obtención de varias plantas. Me encontré con que todos los autores que han escrito sobre el tema coinciden en afirmar que el proceso de fermentación, que es la que generalmente se adopta con el fin de extraer el color de la planta,se requiere que se lleve a cabo con el mayor cuidado, a fin de producir un resultado exitoso. El índigo -azul, una vez formado, es un compuesto muy estable, la sustancia existente en las células de la planta de la que es originario, y que he llamado "indicand", se descompone con la mayor facilidad de diversas maneras.

### Clorofila
Schunck investigó asimismo la clorofila, señalando el cambio de color verde brillante a verde amarillento o oliva con ácido y dijo: “Al leer las viejas memorias de la clorofila como las de Berzelius, Mulder y Fremy, es evidente que los autores no trabajaron con la clorofila misma, pero sí con los productos de la acción de ácido en esta.
Analizó varios productos de descomposición de la clorofila, comparó sus propiedades con las de la hemoglobina (glóbulos rojos) compuestos de la sangre y encontró que los dos eran similares. De esto, concluyó que la clorofila y la hemoglobina estaban estrechamente relacionadas con los compuestos químicos. Esto dio lugar a importantes descubrimientos sobre la estructura de la clorofila.

### Líquenes
Liebig alentó a Schunck para que investigase el tema con líquenes para producir colorantes que crecían en las rocas bases de la Vogelsberg en la Alta Hesse.

## Obras
Publicó varios artículos sobre colorantes, entre ellos un trabajo privado sobre la planta que entrega el índigo azul. En 1841 publicó su primer documento de investigación, en Chemie Liebig famosa revista Annalen der Chemie, donde su tema en cuestión era el efecto del ácido nítrico sobre el aloe. Schunck publicó sus resultados en dos artículos en 1841 y 1848.

## Legado

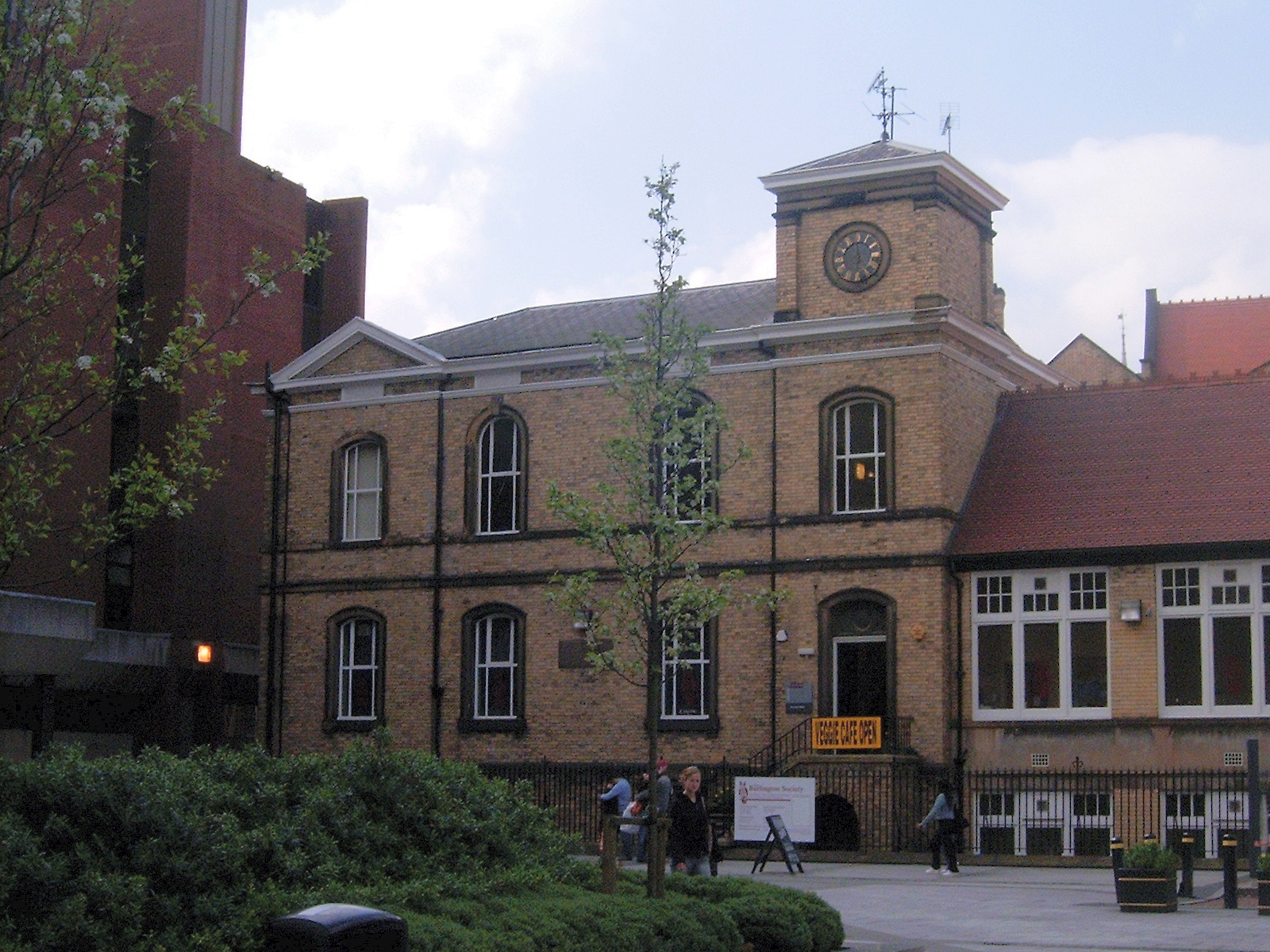
El laboratorio Schunck, Universidad de Mánchester

Schunck no es bien recordado hoy, a pesar de descubrir numerosos e importantes compuestos orgánicos y descubrir mucho sobre la naturaleza de materias colorantes y de plantas. Muchas de sus investigaciones murieron con él, en parte debido a la introducción de los colorantes sintéticos en la industria química en el siglo XIX. Su obra, sin embargo, acortó el camino para los químicos que trabajaron en sustancias similares que provenían de fuentes sintéticas. Muchos de los colorantes investigados por Schunck todavía están en uso hoy en día. Por ejemplo, las antraquinonas son importantes mordientes de fijación y tintes. Son tintes rápidos y estables utilizados para el teñido de tela y papel, los cuales fueron desarrollados en 1901. A finales del siglo XX y principios del siglo XXI, la demanda de productos orgánicos ha aumentado y los colorantes naturales se han hecho populares una vez más, con lo que los métodos de extracción y aislamiento de Schunck están en uso de nuevo.
Schunck dejó un legado duradero mediante la donación de £ 20.333 y su laboratorio completo para la Universidad de Mánchester en 1895 para la investigación química. La Universidad también tiene la colección de Schunck, que consta de unos 4000 libros científicos y folletos recogidos por Schunck durante toda su vida.

## Reconocimientos
Schunk se asoció con numerosas instituciones científicas diferentes, y se convirtió en presidente tanto de la Literatura y Sociedad Filosófica de Mánchester y la Sociedad de la Industria Química. Fue elegido miembro de la Royal Society en 1850 y recibió un doctorado honorario por la Universidad Victoria de Mánchester en 1899.
Fue galardonado en 1899 con la medalla Davy, concedida por la Royal Society «por sus investigaciones sobre la rubia, índigo y clorofila». Schunk también recibió la Medalla Dalton en 1898 y la Medalla de Oro de la Sociedad de la Industria Química en 1900.